# Bernart de Venzac

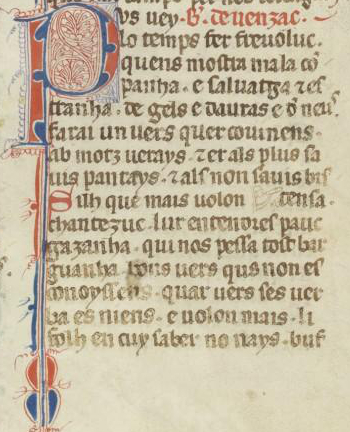
Pus vey lo temps fer frevoluc en el cançoner C; BnF ms 856 fol. 258r

Bernart de Venzac (fl. finals del segle XII; ...1195...) fou un trobador occità.

## Vida
No es tenen gaires dades sobre la vida d'aquest trobador i tampoc no se'n conserva cap vida que ens orienti sobre aquest tema. Pel nom, cal suposar que era originari del castell de Venzac, actualment al municipi de Lo Mur de Barrés a l'Avairon. No és molt clara la cronologia d'aquest trobador; en dues de les seves poesies fa referència al comte Uc de Rodés (Rodés és a prop de Venzac) però tant podria tractar-se d'Uc II com d'Uc IV. Tanmateix, Picchio Simonelli indica que l'al·lusió que fa Bernart en Pus vey lo temps fer frevoluc a la pau en el comtat entre el comte i el bisbe fa referència a un acord signat entre Uc II i el bisbe de Rodés el 1195 i, per tant, cal situar l'obra d'aquest trobador en el darrer quart del segle xii o fins a principis del XIII; el comte Uc morí el 1208.
El to de les seves poesies conservades és moralitzador, i critica la corrupció, l'orgull, la cobdícia i l'avaricia de la societat així com l'amor adúlter i la crisi dels valors espirituals. Des del punt de vista formal fa servir a voltes un llenguatge popular, però també mots rars, expressius i amb rimes difícils. Sovint el to de la seva obra recorda Marcabrú, i fins i tot algun cançoner atribueix alguna obra de Bernart a Marcabrú.

## Obra
- (71,1)[1] Iverns vay e⋅l temps tenebros (sirventès moral)
- (71,1a) Lanquan cort la doussa bia (sirventès moral)
- (71, 2) Lo pair' e⋅l filh e⋅l sant espirital (alba religiosa on invoca a la Trinitat i a la Verge)
- (71, 3) Pus vey lo temps fer frevoluc (sirventès moral)

També se li atribueix 293,12 Bel m'es can s'azombra, que Pillet i Carstens atribueixen a Marcabrú, però Picchio Simonelli inclou en la seva edició.

### Edicions
- Maria Picchio Simonelli, Lirica moralistica nell'Occitania del XII secolo: Bernart de Venzac, Mèdena, 1974

### Repertoris
- Alfred Pillet / Henry Carstens, Bibliographie der Troubadours von Dr. Alfred Pillet […] ergänzt, weitergeführt und herausgegeben von Dr. Henry Carstens. Halle : Niemeyer, 1933 [Bernart de Venzac és el número PC 71]